# Seleção Inglesa de Voleibol Masculino
A seleção inglesa de voleibol masculino é uma equipe europeia composta pelos melhores jogadores de voleibol da Inglaterra. A equipe é mantida pela Associação Inglesa de Voleibol (England Volleyball Association). Encontra-se na 123ª posição do ranking mundial da FIVB segundo dados de 4 de janeiro de 2012.